# Браславец, Евгений Анатольевич
Евгений Анатольевич Браславец (укр. Євген Анатолійович Браславець; 11 сентября 1972, Днепропетровск) — украинский яхтсмен, олимпийский чемпион 1996 года в классе 470 (в экипаже с Игорем Матвиенко).
Закончил Днепропетровский государственный институт физической культуры и спорта (2001). Чемпион мира и Европы (2001). Чемпион XXVI Олимпийских игр (1996) в классе яхт «470» (шкотовый — И. Г. Матвиенко). Выступал за спортивный клуб «Метеор» (Днепропетровск).
Тренеры: Карета (Пашутина) И. Л., Коваленко В. В., Майоров В. А.
В 2014 году после аннексии Крыма Россией Евгений Браславец стал гражданином Российской Федерации. Живет в Симферополе.

## Статистика

### 470
Шкотовый — Матвиенко, Игорь Григорьевич
| Соревнование/Год            | 1996 | 2000 | 2001 | 2004 |
| --------------------------- | ---- | ---- | ---- | ---- |
| Летние Олимпийские игры     | 1    | 6    | -    | 9    |
| Чемпионат мира в классе 470 | -    | 3    | 1    | -    |

## Государственные награды
- Знак отличия Президента Украины крест «За мужество» (07.08.1996)[2]